# 마크 파버
마크 파버 (Marc Faber, 1946년 2월 28일 ~ )은 스위스의 경제학자이자 투자가이다.
둠 리포트라는 책의 저자이며 본인의 이름을 딴 Marc Faber Ltd의 관리자이자 헤지펀드 및 주식투자가이다.
스위스 취리히 출신인 파버의 별명은 Doctor Doom으로 이는 그가 여러 경제위기를 사전에 예측했기 때문이다. 1997 아시아 경제위기와 2008 경제위기 또한 그는 사전에 예측하였다. 이에 따라 CNBC, 블룸버그 등 여러 채널을 통해 전문가로서 활동하고 있다.